# Еміль Брумпт
Александр Жозеф Еміль Брумпт (фр. Alexandre Joseph Émile Brumpt; 10 березня 1877, Париж — 8 липня 1951, там же) — французький паразитолог. Він вважається найкращим паразитологом Франції свого часу, як дослідник і як учитель.

## Біографія
Його сім'я походила з Ельзасу. Батько, Олександр Брумпт, народився в Гебвіллері, був композитором, викладачем музики та органістом. Мати Клара дель Росаріо Наварро походила з Іспанії.
Середню освіту здобув у Паризькому ліцеї Янсон-де-Сайлі. Став бакалавром наук, вивчав зоологію, геологію та ботаніку в лабораторії Анрі де Лаказе-Датьє. У 1901 році він отримав науковий ступінь за дослідження розмноження п'явок, після чого вирушив у подорож з графом Робертом Дю Бурґа де Бозасом в Ефіопію, у район Верхнього Нілу і ріки в Конго. Брумпт допомагав досліднику до його смерті і залишив ретельний опис малярії, жертвою якої той став.
Він одночасно вивчав медицину, був екстерном лікарні в 1898 року. У 1903 році він став керівником практичних робіт з паразитології в Інституті колоніальної медицини в Парижі. У 1906 році захистив докторську ступінь з медицини на тему міцетоми, отримавши за роботу ще й срібну медаль.
У 1913 році він працював у Бразилії, будучи професором паразитології в Університеті Сан-Паулу. У 1914
році залишив Бразилію, щоб служити у французькій 7-й армії під час першої світової війни, будучи спочатку фельдшером невідкладної допомоги, а згодом медичним офіцером.
У 1919 році він змінив Рафаеля Бланшара на посаді професора паразитології на медичному факультеті Паризького університету.
У 1924 році він був експертом з питань малярії та сонної хвороби в Організації охорони здоров'я Ліги Націй. З 1925 по 1930 рік він керував кількома місіями з боротьби проти малярії в Іспанії та на Корсиці.
У 1927 році його було призначено почесним професором медичного факультету університету в Монтевідео. У 1930-х роках він виконував різні навчально-дослідницькі місії в Індокитаї, Китаї, Японії, СРСР і Латинській Америці.
У 1933 році він перехворів на плямисту гарячку Скелястих гір, вивчаючи її у своїй лабораторії. Він ледь вижив, але у нього хвороба залишила тяжкі наслідки, які в останні роки життя привели його до нижньої параплегії та необхідності пересуватися на інвалідному візку.
У 1948 році він став емеритом-професором.

## Наукова діяльність
Як викладач він навчав багатьох студентів, відомих майбутніх дослідників. Його лабораторія на медичному факультеті Парижа була «Меккою» паразитологів. Брумпту приписують численні відкриття різних груп паразитів. Він мав 376 наукових публікацій, з них 60 статей про трипаносом. У 1903 році під час епідемії в Центральній Африці він одним із перших визнав Trypanosoma gambiense (перейменовану надалі в T. brucei) збудником сонної хвороби та запропонував визнати її переносником муху цеце.
У 1912 році він описав життєвий цикл T. cruzi як збудника хвороби Шагаса та його комах-переносників. При цьому захворюванні він ввів методику «ксенодіагностики», яка полягає в тому, що збудника шукають у проміжному переноснику-хазяїні, якого заразили кров'ю пацієнта.
Засновник і головний редактор «Анналів людської та порівняльної паразитології» з 1923 року.
У 1925 році він виявив у людини непатогенну амебу Entamoeba dispar, близьку до збудника амебіазу Entamoeba histolytica. У 1935 році він виявив у курей на Цейлоні Plasmodium gallinaceum, одного зі збудників пташиної малярії. У 1926 році він інтродукував на Корсиці американську рибу гамбузію, яка харчується личинками комарів, для боротьби з малярією.
Він досліджував бабезіоз, тейлерій, борелій, рикетсій і бартонел. Уточнив багато моментів щодо шистосомозів, онхоцеркозу, лейшманіозу та філяріозу. Однією з останніх його помітних робіт стала публікація в 1941 році «Про ентомофторалі, що паразитують на комарах».

## Відзнаки
- співробітник Академії державного навчання (1911);
- член Національної медичної академії (1919), потім віце-президент і заслужений член її у 1948 році;
- член Академії наук колоній (1927);
- нагороджений Золотою медаллю за ліквідацію епідемій (1935);
- Командор ордена Почесного легіону (1939).

Він також став членом Ветеринарної академії Франції та багатьох закордонних медичних академій.

## Ушанування пам'яті
Багато видів носять його ім'я, такі як Plasmodium brumpti, Xenocoeloma brumpti, Culex brumpti, а також рід піщанок Brumptomyia.

## Основні твори
- Reproduction des hirudinées, (Thèse de doctorat ès sciences). Lille: Le Bigot frères, 1901, 157 p. / Докторська наукова дисертація «Розмноження пиявок»
- Les Mycétomes, (Thèse de doctorat en médecine). Paris, 1906, 94 p. «Міцетома» тези докторської дисертації з медицини
- Précis de parasitologie, Paris, Masson, 1910, 915 p., six éditions jusqu'en 1949. / Прикладна паразитологія

Його численні статті з паразитології можна знайти в «Трудах Товариства біологів», бюлетні Зоологічного товариства Франції.